# Aula a la deriva
Aula a la deriva (漂流教室 Hyōryū Kyōshitsu?) es un manga japonés escrito e ilustrado por Kazuo Umezu. Recibió el Premio Shogakukan en la categoría general en 1974. El manga sigue la historia de Sho Takamatsu, un niño que fue transportado a un futuro inhóspito junto con toda su escuela primaria. 
La historia estuvo adaptada a una película de imagen real japonesa en 1987, y  fue protagonizada por Hayashi Yasufumi y Aiko Asano. 
También tuvo una adaptación más moderna con un dorama japonés (La carta larga de amor).
En España fue publicada por la editorial Ponent Mon en el 2008.

## Argumento
Sho Takamatsu, un alumno de sexto grado, va a la escuela después de tener una fuerte pelea con su madre sobre el hecho de que ella quiera tirar sus cosas. Mientras Sho se dirige a sus clases, un gran temblor sacude de repente las instalaciones de su primaria, y los alumnos y maestros descubren que de alguna forma su colegio ha sido transportado a una especie de desierto. Con el tiempo, encuentran a otros vagando a través del extraño paisaje, perdidos. Uno de ellos, un chico de tres años llamado Yu, le revela a Sho un tributo enterrado en el polvo qué conmemora la desaparición de su escuela, indicando que de cierta manera se han transportado al futuro. Como se muestra más adelante, el planeta sucumbió a una variedad de desastres medio ambientales, dejando a la Tierra casi despoblada a finales del siglo XX, poco después de que la primaria viajara en el tiempo.
Al enfrentarse cara a cara con esta inesperada y aterradora realidad, muchos de los adultos y estudiantes pierden el juicio. Uno de los profesores, Wakahara, se vuelve completamente loco y asesina a sus colegas y a algunos alumnos, pero es detenido por Sho, quien lo asesina en defensa propia, mientras que el antes amable y educado hombre que se encargaba de repartir los alimentos, Sekiya, pone su propia supervivencia antes de las vidas de los niños, lo que deja a los niños sin figura de autoridad. En esta situación desesperada, Sho intenta hacerse cargo y poner orden para asegurar la supervivencia de todos. Él conoce a Nishi, una niña de quinto grado de Nagao, quien tiene el misterioso poder psíquico de llegar al pasado. Cuando la madre de Sho,  quien está arrepentida y triste por la desaparición de su hijo, es contactada por Sho a través del poder de  Nishi en momentos de gran necesidad, ella viaja grandes longitudes para ayudar a su hijo preparando las cosas en su propio tiempo para que puedan ayudar a Sho en este poco prometedor futuro. 
Los desamparados niños afrontan muchos retos en su lucha desesperada por sobrevivir.  Se encuentran con monstruos violentos qué reclaman la vida de varios niños. También se ven afectados por una peste mortífera, la creciente escasez de comida y agua, agresivos delincuentes que siembran el conflicto entre el alumnado y amenazan la estabilidad, y, sobre todo, la ascendente locura. Sho y sus compañeros más cercanos, quiénes forman el "gobierno" de la escuela, luchan una feroz batalla, pero son incapaces de salvar a muchos de sus compañeros, quienes siguen siendo víctimas de la gran cantidad de peligros que los rodean y de su propia desesperación. Al final, Nishi cae en un coma, no obstante, los alumnos son capaces de utilizar sus poderes como un portal entre ellos y la madre de Sho.  La madre de Sho envía una nave espacial llena de suministros a los niños.  Debido a una serie de percances, solo el pequeño Yu es capaz de regresar al pasado, entregando el diario de Sho a la madre de Sho. Sin embargo, en el futuro los niños se encuentran con varios factores beneficiosos que prometen el regreso de la vida a la devastada Tierra y su propia supervivencia, así que deciden quedarse y tratar de reconstruir el mundo a partir de las cenizas del pasado. 

## Legado
- El director de Mi Escuela Entera Hundiéndose En El Mar ha citado el manga como una influencia en su película.[4]

## Adaptaciones
- Hyōryū Kyōshitsu (1987)
- Escuela a la deriva (1995)
- La carta larga de amor (2002)